# Meseret Gebre
Meseret Gebre (* 17. Februar 1993) ist eine äthiopische Leichtathletin, die sich auf den Langstreckenlauf spezialisiert hat.

## Sportliche Laufbahn
Meseret Gebre begann ihre Karriere im Straßenlauf und wurde 2015 in 2:43:22 h Dritte beim Belgrad-Marathon. 2017 wurde sie auch beim Riga-Marathon in 2:33:29 h Dritte und siegte im Oktober in 2:37:29 h beim Hartford Marathon. Im Jahr darauf gelangte sie beim Minsk-Halbmarathon mit 1:12:43 h auf Rang drei und 2019 wurde sie beim Krakau-Halbmarathon in 1:12:03 h Dritte. 2021 siegte sie dann in 2:27:36 h beim Marathon in San Sebastián und im Jahr darauf siegte sie in 2:23:11 h beim Barcelona-Marathon. Im Juni gewann sie dann bei den Afrikameisterschaften in Port Louis in 32:25,97 min die Bronzemedaille im 10.000-Meter-Lauf hinter der Kenianerin Caroline Nyaga und Rachael Zena Chebet aus Uganda.

## Persönliche Bestzeiten
- 10.000 Meter: 32:21,5 min, 29. März 2022 in Hawassa
- Halbmarathon: 1:12:03 h, 13. Oktober 2019 in Krakau
- Marathon: 2:23:11 h, 8. Mai 2022 in Barcelona